# Catherine Bonnet
Catherine Bonnet (Noumea, Nueva Caledonia; 5 de mayo de 1965-Noumea, Nueva Caledonia; 5 de febrero de 2023) fue una tenista profesional francesa nacida en Nueva Caledonia que compitió en el circuito de la WTA Tour en los años 1980.

## Carrera
Su mejor posición a lo largo de su carrera fue la 192, logrando ganar un título de dos finales que jugó, además de que no pudo clasificar a ninguno de los 4 torneos Grand Slam.

### Singles: 2 (1–1)
| Resultado | Fecia     | Torneo             | Superficie | Rival           | Resultado |
| --------- | --------- | ------------------ | ---------- | --------------- | --------- |
| Finalista | 10-7-1983 | Landskrona, Suecia | Arcilla    | Shelley Walpole | 5–7, 4–6  |
| Campeona  | 27-3-1988 | Reims, Francia     | Arcilla    | Silke Frankl    | 6–4, 7–6  |